# Gare d’Esquelbecq
Gare d’Esquelbecq vasútállomás Franciaországban, Esquelbecq településen.

## Vasútvonalak
Az állomást az alábbi vasútvonalak érintik:
- Arras–Dunkirk-vasútvonal

## Kapcsolódó állomások
A vasútállomáshoz az alábbi állomások vannak a legközelebb:
- Gare de Bergues
- Gare d’Arnèke